# Tinh hán xán lạn
Tinh hán xán lạn (tiếng Trung: 星汉灿烂•月升沧海; bính âm: Xīnghàn cànlàn yuèshēng cānghǎi) là một bộ phim truyền hình Trung Quốc năm 2022 dựa trên tiểu thuyết, "Tinh hán xán lạn, hạnh thậm chí tai" (星汉灿烂, 幸甚至哉) của Quan Tâm Tắc Loạn (关心则乱). Phim có sự tham gia của Ngô Lỗi và Triệu Lộ Tư. Bộ phim được chia thành hai phần, với phần đầu tiên bắt đầu vào ngày 5 tháng 7 năm 2022. Phần thứ hai khởi chiếu vào ngày 27 tháng 7 năm 2022.

## Nội dung
Lăng Bất Nghi (Ngô Lỗi thủ vai) là vị tướng trẻ tuổi, chiến danh lẫy lừng, được quận chúa mến mộ, lại còn được Văn Đế (Bảo Kiếm Phong) yêu thương như con ruột. Nhờ một lần tra án một vụ án cũ, Lăng Bất Nghi đã gặp Trình Thiếu Thương (Triệu Lộ Tư thủ vai) của Trình Gia dẫn đến mối lương duyên kỳ lạ.
Lăng Bất Nghi mang trong mình nỗi thù hận sâu sắc, trong khi Trình Thiếu Thương lại lớn lên trong thiếu thốn tình thương. Cả hai thu hút nhau nhưng cũng gây tổn thương cho đối phương. Sau nhiều lần đối mặt với sinh tử, họ dần nhận ra tình cảm của mình dành cho nhau, cùng nhau chữa lành, dùng tình yêu để xóa bỏ hận thù. Cả hai cũng trải qua những biến đổi, trưởng thành qua các trải nghiệm, dần hòa giải với bản thân và quá khứ, kiên định với chính nghĩa, cùng nhau giải quyết nguy cơ quốc gia, tạo nên một câu chuyện tình đẹp.
Phim được chuyển thể từ tiểu thuyết "Tinh Hán Chói Lọi, Hạnh Thậm Chí" của tác giả Quan Tâm Tắc Loạn.
Nguồn: Douban

## Diễn viên
- Ngô Lỗi vai Lăng Bất Nghi
- Triệu Lộ Tư vai Trình Thiếu Thương
- Lý Quân Nhuệ vai Viên Thiện Kiến/ Viên Thận
- Dư Thừa Ân vai Lâu Nghiêu
- Quách Đào vai Trình Thủy
- Tăng Lê vai Tiêu Nguyên Y
- Từ Kiều vai Trình Ương
- Trần Ý Hàm vai Hà Chiêu Quân
- Cao Hàn vai Tam Hoàng Tử
- Thi Thi vai Vương Diên Cơ
- Bảo Kiếm Phong vai Văn Đế
- Đồng Lôi vai Tuyên hậu
- Tào Hi Văn vai Việt Phi
- Uông Trác Thành vai Thái tử
- Vương Tử Vy vai Ngũ Công Chúa
- Trương Thiên Dương vai Trình Chỉ
- Bành Dương vai Tang Thuấn Hoa
- Sa Bảo Lượng vai Lăng Ích
- Hứa Đệ vai Trình lão thái thái
- Trương Nguyệt vai Vạn Thê Thê
- Tưởng Dập Minh vai Trình Tụng
- Triệu Tử Kỳ vai Trình Thiếu Cung
- Thôi Bằng vai Trình Thừa
- Thôi Ân Từ vai Dụ Xương quận chúa
- Thang Mộng Giai vai Lâu Ly
- Trương Sâm vai Lương Khưu Khởi
- Tôn Khải vai Lương Khưu Phi
- Cố Kha Gia vai Thanh Thung
- Vương Nhã Giai vai Liên Phòng
- Hàn Lục Cẩm vai Xương Bồ
- Trương Cung vai Kỷ Tuân

## Tiếp nhận
Lượng phát sóng trong một ngày cao nhất của Tinh hán xán lạn đã vượt hơn 200 triệu. Tính đến ngày 2 tháng 8 cùng năm, bộ phim có lượng truy cập tối đa trong một ngày là 300 triệu.